# Giải bóng đá Hạng Nhất Quốc gia 2014
Giải bóng đá hạng Nhất Quốc gia - Kienlongbank 2014, viết tắt là Giải bóng đá HNQG - Kienlongbank 2014 (Tên tiếng Anh: Kienlongbank First Division - 2014, viết tắt là V.League 2 vì theo tên nhà tài trợ) là mùa giải thứ 14 cấp câu lạc bộ cao thứ 2 trong hệ thống các giải bóng đá Việt Nam (sau giải V.League 1), đã diễn ra từ ngày 15 tháng 3 đến ngày 28 tháng 6 năm 2014. Mùa giải này, có 8 đội bóng tham dự XSKT Cần Thơ, Câu lạc bộ bóng đá Huế, TDCS Đồng Tháp, Đắk Lắk, Hà Nội, XM Fico Tây Ninh, Sanna Khánh Hòa, Thành phố Hồ Chí Minh.

## Thay đổi trước mùa giải
Danh sách các đội thay đổi giải đấu từ năm 2013.
| Xuống hạng từ V.League 1 2013 - không có (Xuân Thành Sài Gòn giải thể bỏ giải V.League 1). Thăng hạng từ Giải hạng nhì 2013 - Đắk Lắk - Thành phố Hồ Chí Minh - Bóng đá Huế - Sanna Khánh Hòa - Xi Măng Fico Tây Ninh | Thăng hạng lên V.League 1 2014 - Hùng Vương An Giang - QNK Quảng Nam - Than Quảng Ninh Xuống hạng Giải hạng nhì 2014 - TDC Bình Dương Bỏ giải - Bình Định |

## Các đội bóng
| Đội                   | Trụ sở                | Sân nhà                    | Sức chứa | Huấn luyện viên    |
| --------------------- | --------------------- | -------------------------- | -------- | ------------------ |
| Đắk Lắk               | Buôn Ma Thuột         | Sân vận động Buôn Ma Thuột | 10,000   | Trần Phi Ái        |
| Thành phố Hồ Chí Minh | Thành phố Hồ Chí Minh | Sân vận động Thống Nhất    | 25,000   | Phùng Thanh Phương |
| Hà Nội                | Hà Nội                | Sân vận động Hàng Đẫy      | 22,000   | Trương Việt Hoàng  |
| Sanna Khánh Hòa       | Nha Trang             | Sân vận động 19 tháng 8    | 25,000   | Võ Đình Tân        |
| TDCS Đồng Tháp        | Cao Lãnh              | Sân vận động Cao Lãnh      | 23,000   | Phạm Công Lộc      |
| CLB Bóng đá Huế       | Huế                   | Sân vận động Tự Do         | 25,000   | Nguyễn Đức Dũng    |
| XM Fico Tây Ninh      | Tây Ninh              | Sân vận động Tây Ninh      | 15,500   | Vũ Trường Giang    |
| XSKT Cần Thơ          | Cần Thơ               | Sân vận động Cần Thơ       | 50,000   | Vương Tiến Dũng    |

### Cầu thủ nước ngoài
| Câu lạc bộ            | Cầu thủ chính thức 1 | Cầu thủ chính thức 2   | Cầu thủ nhập tịch                         | Cầu thủ cũ                       |
| --------------------- | -------------------- | ---------------------- | ----------------------------------------- | -------------------------------- |
| Đắk Lắk               | Speranza Giovanni    | Abubakar Mahadi        | None                                      | None                             |
| Thành phố Hồ Chí Minh | Kalifa Dembela       | Owuwike Emeka Ndubuisi | None                                      | Enennido De Jesus                |
| Sanna Khánh Hòa       | Cosmin Goia          | Marcos Pirchio         | None                                      | None                             |
| XSKT Cần Thơ          | Didier Belibi        | Souleymane Diabate     | Thierry Bernard1 Rogerio Machado Pereira1 | Mustapha Essuman                 |
| TDCS Đồng Tháp        | Samson Kpennosen     | Victor Nyirenda        | None                                      | Ndjodo Edouard                   |
| Hà Nội                | Kavin Elroy Bryan    | Ekpe Aniekan Okon      | None                                      | Michael Mensah                   |
| Huda Huế              | Alex Karmo           | Alexis Blanco          | None                                      | None                             |
| Fico Tây Ninh         | Sibisi Diyo Mfiselwa | Ifeanyi Uwanaka        | None                                      | Aganun Olushola Signs W.Chibambo |

Ghi chú:

1Những cầu thủ sinh ra và bắt đầu sự nghiệp chuyên nghiệp của họ ở nước ngoài nhưng có thời gian thi đấu ở Việt Nam;

2Là cư dân nước ngoài nhưng nhập tịch và đã thi đấu cho Đội tuyển Quốc gia Việt Nam;

3Là cầu thủ mang Quốc tịch Việt Nam đã được lựa chọn để đại diện cho một đội tuyển quốc gia

## Bảng xếp hạng
| VT | Đội                     | ST | T | H | B | BT | BB | HS  | Đ  | Thăng hạng hoặc xuống hạng            |
| -- | ----------------------- | -- | - | - | - | -- | -- | --- | -- | ------------------------------------- |
| 1  | TĐCS Đồng Tháp (C, P)   | 14 | 7 | 5 | 2 | 22 | 7  | +15 | 26 | Thăng hạng lên V.League 2015          |
| 2  | Sanna Khánh Hòa BVN (P) | 14 | 6 | 5 | 3 | 20 | 15 | +5  | 23 | Thăng hạng lên V.League 2015          |
| 3  | XSKT Cần Thơ (O, P)     | 14 | 6 | 3 | 5 | 21 | 23 | −2  | 21 | Play-off thăng hạng lên V.League 2015 |
| 4  | CLB Hà Nội              | 14 | 5 | 5 | 4 | 17 | 13 | +4  | 20 |                                       |
| 5  | Bóng đá Huế             | 14 | 5 | 4 | 5 | 16 | 16 | 0   | 19 |                                       |
| 6  | Đắk Lắk                 | 14 | 5 | 4 | 5 | 21 | 26 | −5  | 19 |                                       |
| 7  | TP Hồ Chí Minh          | 14 | 3 | 4 | 7 | 11 | 19 | −8  | 13 |                                       |
| 8  | XM Fico Tây Ninh (R)    | 14 | 1 | 6 | 7 | 12 | 21 | −9  | 9  | Xuống hạng Giải hạng nhì 2015         |

## Kết quả các trận đấu
| Nhà \ Khách[1]        | ĐLK | HNC | SKH | CĐT | HUE | HCM | XCT | FTN |
| Đắk Lắk               |     | 3–2 | 5–2 | 0–0 | 3–2 | 0–0 | 0–0 | 2–1 |
| CLB Hà Nội            | 1–1 |     | 2–2 | 1–0 | 2–0 | 2–0 | 1–1 | 2–2 |
| Sanna Khánh Hòa       | 4–3 | 1–0 |     | 1–1 | 0–0 | 1–0 | 2–0 | 2–0 |
| TDCS Đồng Tháp        | 3–0 | 1–0 | 2–1 |     | 4–1 | 2–0 | 5–0 | 0–0 |
| Bóng đá Huế           | 3–1 | 1–0 | 1–1 | 0–0 |     | 2–0 | 1–2 | 1–0 |
| Thành phố Hồ Chí Minh | 4–1 | 0–0 | 0–3 | 0–2 | 0–0 |     | 3–1 | 1–1 |
| XSKT Cần Thơ          | 4–1 | 0–1 | 1–0 | 2–1 | 4–1 | 3–1 |     | 2–2 |
| XM Fico Tây Ninh      | 0–1 | 1–3 | 0–0 | 1–1 | 1–3 | 1–2 | 2–1 |     |

Cập nhật lần cuối: 28 tháng 6 năm 2014.
Nguồn: Vietnam Professional Football
1 ^ Đội chủ nhà được liệt kê ở cột bên tay trái.
Màu sắc: Xanh = Chủ nhà thắng; Vàng = Hòa; Đỏ = Đội khách thắng.

## Play-off
Trận play-off giành quyền tham dự V.League 1 2015 diễn ra giữa đội xếp cuối V-League và đội đứng thứ 3 giải Hạng nhất. Kết quả XSKT Cần Thơ đã giành chiến thắng 3-0 và thăng hạng. Trong khi Hùng Vương An Giang sẽ trở lại giải Hạng Nhất mùa sau.
| Hùng Vương An Giang                                                                                      | 0-3      | XSKT Cần Thơ |
| --- | -------- | --- |
| - Lê Tuấn Anh 10' - Mai Thanh Nam 62' - Trần Văn Hóa 65' - Nguyễn Công Mạnh 89' - Phạm Đặng Duy An 90+2' | Chi tiết | - Hoàng Hải Dương 22' - Souleymane Diabate 57' - Belibi Celstin Didier 65' 66' - Nguyễn Rogerio 80' - Lê Xuân Anh 81' |

## Top ghi bàn
| Số thứ tự | Cầu thủ               | Câu lạc bộ      | Số bàn thắng |
| --------- | --------------------- | --------------- | ------------ |
| 1         | Huỳnh Văn Thanh       | Sanna Khánh Hòa | 9            |
| 2         | Samson Kpenosen       | TĐCS Đồng Tháp  | 6            |
| 2         | Belibi Celstin Didier | XSKT Cần Thơ    | 6            |
| 4         | Souleymane Diabate    | XSKT Cần Thơ    | 5            |
| 5         | Nguyễn Tuấn Hiệp      | Huế             | 4            |

## Tổng kết mùa giải
- Tên giải đấu: Giải bóng đá hạng Nhất Quốc gia - Kienlongbank 2014
- Tên gọi khác: Kienlongbank V.League 2
- Số đội bóng tham dự giải: 8 đội
- Ngày khai mạc giải: 15/3/2014
- Ngày kết thúc dự kiến: 28/6/2014
- Số trận: 56 (trận);
- Số bàn thắng: 139 (trung bình 2.48 bàn/một trận);
- Đội vô địch: TDCS Đồng Tháp - Thăng hạng V.League 1;
- Đội á quân: Sanna Khánh Hòa BVN - Thăng hạng V.League 1;
- Đội hạng 3: XSKT Cần Thơ - Thi đấu Play-off thăng hạng V.League 1;
- Đội xuống hạng: XM Fico Tây Ninh - Xuống hạng hai;
- Vua phá lưới: Huỳnh Văn Thanh của Sanna Khánh Hòa BVN với 9 bàn.
- Trận thắng trên sân nhà lớn nhất: TDCS Đồng Tháp 5-0 XSKT Cần Thơ ngày 19/4/2014;
- Trận thắng trên sân khách lớn nhất: TP.Hồ Chí Minh 0-3 Sanna Khánh Hòa ngày 19/4/2014;
- Trận có tỷ số lớn nhất: Sanna Khánh Hòa 4-3 Đắk Lắk ngày 12/4/2014 (7 bàn); Đắk Lắk 5-2 TDCS Đồng Tháp ngày 31/3/2014 (7 bàn);
- Chuỗi trận thắng liên tiếp nhiều nhất: Sanna Khánh Hòa (3 trận);
- Chuỗi trận bất bại nhiều nhất: TDCS Đồng Tháp (7 trận);
- Chuỗi trận không thắng nhiều nhất: XM Fico Tây Ninh (8 trận);
- Chuỗi trận thua nhiều nhất: XSKT Cần Thơ (3 trận).